# Sci orientamento ai VII Giochi asiatici invernali
Le gare di sci orientamento dei VII Giochi asiatici invernali si sono svolte dal 31 gennaio al 5 febbraio 2011, al Biathlon/Cross-Country Ski Complex di Almaty, in Kazakistan. In programma otto eventi.

## Calendario
| Uomini | Sprint |  | Media distanza | Lunga distanza |  | Staffetta | 4 |
| Donne  | Sprint |  | Media distanza | Lunga distanza |  | Staffetta | 4 |
| Totale | 2      |  | 2              | 2              |  | 2         | 8 |

## Podi

### Uomini
| Evento                    | Oro                                                        | Tempo   | Argento                                                | Tempo    | Bronzo                                                          | Tempo    |
| Sprint (dettagli)         | Mikhail Sorokin                                            | 13'31"0 | Alexandr Babenko                                       | 15'13"7  | Gerelt-Od Bayaraa                                               | 20'16"1  |
| Media distanza (dettagli) | Mikhail Sorokin                                            | 35'33"  | Vitaliy Lilichenko                                     | 42'28"   | Bijan Kangarloo                                                 | 44'59"   |
| Lunga distanza (dettagli) | Mikhail Sorokin                                            | 58'06"  | Alexey Nemtsev                                         | 1:06'10" | Gerelt-Od Bayaraa                                               | 1:16'56" |
| Staffetta (dettagli)      | Kazakistan Alexandr Babenko Aslan Tokbayev Mikhail Sorokin | 56'15"  | Iran Bijan Kangarloo Yasim Shemshaki Seyed Sattar Seyd | 1:02'35" | Mongolia Gerelt-Od Bayaraa Byambadorj Bold Barkhuu Erdenechimeg | 1:27'13" |

### Donne
| Evento                    | Oro                                                          | Tempo   | Argento                                        | Tempo    | Bronzo                                                                       | Tempo    |
| Sprint (dettagli)         | Olga Novikova                                                | 13'04"7 | Xiaoting Liu                                   | 17'29"8  | Yevgeniya Kuzmina                                                            | 18'46"8  |
| Media distanza (dettagli) | Olga Novikova                                                | 31'11"  | Yevgeniya Kuzmina                              | 34'46"   | Xiaoting Liu                                                                 | 48'40"   |
| Lunga distanza (dettagli) | Olga Novikova                                                | 53'00"  | Yevgeniya Kuzmina                              | 1:10'18" | Kim Ja-Youn                                                                  | 1:16'56" |
| Staffetta (dettagli)      | Kazakistan Yevgeniya Kuzmina Elmira Moldasheva Olga Novikova | 59'43"  | Corea del Sud Kim Ja-Youn Lee Hana Choi Seelbi | 1:18'00" | Mongolia Seelbi Nandintsetseg Narantsetseg Altantsetseg Otgontsetseg Chinbat | 1:33'03" |

## Medagliere
| Posizione | Paese         | Oro | Argento | Bronzo | Totale |
| --------- | ------------- | --- | ------- | ------ | ------ |
| 1         | Kazakistan    | 8   | 5       | 1      | 14     |
| 2         | Cina          | 0   | 1       | 1      | 2      |
| 2         | Corea del Sud | 0   | 1       | 1      | 2      |
| 2         | Iran          | 0   | 1       | 1      | 2      |
| 5         | Mongolia      | 0   | 0       | 4      | 4      |
| Totale    | Totale        | 8   | 8       | 8      | 24     |